# Pills n Potions
Pill N Potions là một bài hát của nữ rapper gốc Trinidad Nicki Minaj, lấy từ album phòng thu thứ ba của cô, The Pinkprint. Bài hát được phát hành dưới dạng đĩa đơn đầu tiên từ album vào ngày 21 tháng 5 năm 2014.